# Belani
Belani is een bestuurslaag in het regentschap Musi Rawas van de provincie Zuid-Sumatra, Indonesië. Belani telt 1329 inwoners (volkstelling 2010).